# Carcharhinus leiodon
Espèce
Répartition géographique
Statut de conservation UICN

 EN  : En danger
Carcharhinus leiodon est une espèce de requin de la famille des Carcharhinidae. Il est connu uniquement par le spécimen type capturé dans le Golfe d'Aden au large de l'est du Yémen en 1902, et par une poignée de spécimens supplémentaires pris dans le Golfe Persique au large du Koweït. Atteignant 1,2 m de long, cette espèce a un corps trapu de couleur verdâtre, un museau court et des ailerons à pointes noires. Elle se distingue des espèces semblables par ses dents, qui sont étroites, droites et à bord lisse.
On sait peu de chose de la biologie du Carcharhinus leiodon, il vit probablement dans des eaux peu profondes et se nourrit de petits poissons osseux. Il est probablement vivipare comme les autres membres de sa famille. L'Union internationale pour la conservation de la nature (UICN), dans sa dernière évaluation, a classé cette espèce vulnérable, alors que seulement le spécimen type était connu. Bien que plusieurs spécimens ont été découverts depuis, le statut de sauvegarde de cette espèce reste précaire en raison de la pêche intensive et de la dégradation de l'habitat dans son aire de répartition.

## Taxonomie et phylogénie
Le spécimen type de Carcharhinus leiodon était un jeune mâle de 75 cm de long capturé par Wilhelm Hein en 1902 et déposé au Muséum d'histoire naturelle de Vienne de Vienne. Il a été collecté dans le Golfe d'Aden, près de la ville de Qishn dans l'est du Yémen. En 1985, le requin a été examiné et décrit comme une nouvelle espèce par l’ichtyologiste néo-zélandais Jack Garrick dans un rapport technique de la National Oceanic and Atmospheric Administration. Il lui a donné l'épithète spécifique leiodon venant du grec leios signifiant « lisse », et odon qui signifie « dent ». Cette espèce n'est connue que par le spécimen type jusqu'en 2008, lorsque des enquêtes halieutiques au Koweït ont découvert plusieurs autres spécimens.
En se basant sur la morphologie de ces animaux, Leonard Compagno a provisoirement regroupé en 1988 Carcharhinus leiodon avec le Requin tisserand (C. brevipinna), le Requin bordé (C. limbatus), le Requin gracile (C. de amblyrhynchoides), et le Requin à petites dents (C. isodon). En utilisant des techniques d'analyses moléculaires phylogénétiques sur les séquences d'ADN mitochondrial, Alec Moore et son équipe ont rapporté en 2011 que cette espèce est étroitement liée au Requin gracile, au Requin bordé et à Carcharhinus tilstoni.

## Description
À première vue, Carcharhinus leiodon ressemble au Requin à pointes noires (C. melanopterus). Il a un corps assez robuste, avec un museau court et émoussé. Les grandes narines sont précédées par des rabats de peau bien développés. Les petits yeux circulaires sont équipés de membranes nictitantes. La gueule forme un large arc avec des sillons très courts à ses extrémités. Il y a 16 rangées de dents de chaque côté de la mâchoire supérieure et 14 à 15 rangées de dents de chaque côté de la mâchoire inférieure, ainsi que de deux à trois petites dents au niveau de la symphyse (au centre) de l'une et l'autre des mâchoires. Les dents se distinguent par leur forme, avec leurs pointes droites étroites sans dentelures ; le Requin à petites dents et les jeunes Requins tisserands sont les seuls autres membres du genre Carcharhinus avec des dents semblables. Les cinq paires de fentes branchiales sont longues,.
Les nageoires pectorales sont assez longues et pointues, et légèrement falciformes. Elles prennent naissance entre les quatrième et cinquième fentes branchiales. La première nageoire dorsale est de taille moyenne et triangulaire avec un sommet pointu, et est implantée à l'arrière de la base des nageoires pectorales. La deuxième nageoire dorsale est petite et située à l'opposé de la nageoire anale. Il n'y a pas de crête entre les nageoires dorsales. Les nageoires pelviennes sont triangulaires et plus grandes que la nageoire anale, qui a une profonde entaille dans la bordure arrière. Une entaille en forme de croissant est présente à la base de la nageoire caudale supérieure. La nageoire caudale est asymétrique, avec un lobe inférieur bien développé et un lobe supérieur plus grand et présentant une encoche ventrale près de la pointe. Les denticules cutanées se chevauchent légèrement et portent trois arêtes horizontales menant à trois ou cinq dents marginales. Cette espèce est jaune verdâtre à gris verdâtre dessus, parfois avec une dispersion de petits points sombres. Le dessous est blanc et s'étend en une bande pâle sur les flancs. Tous les ailerons ont nettement des pointes noires bien nettes, et il y a une large bande sombre allant de la base de la deuxième nageoire dorsale à la pointe du lobe supérieur de la nageoire caudale. Le plus grand spécimen enregistré mesurait 1,2 m de long,.

## Distribution et habitat

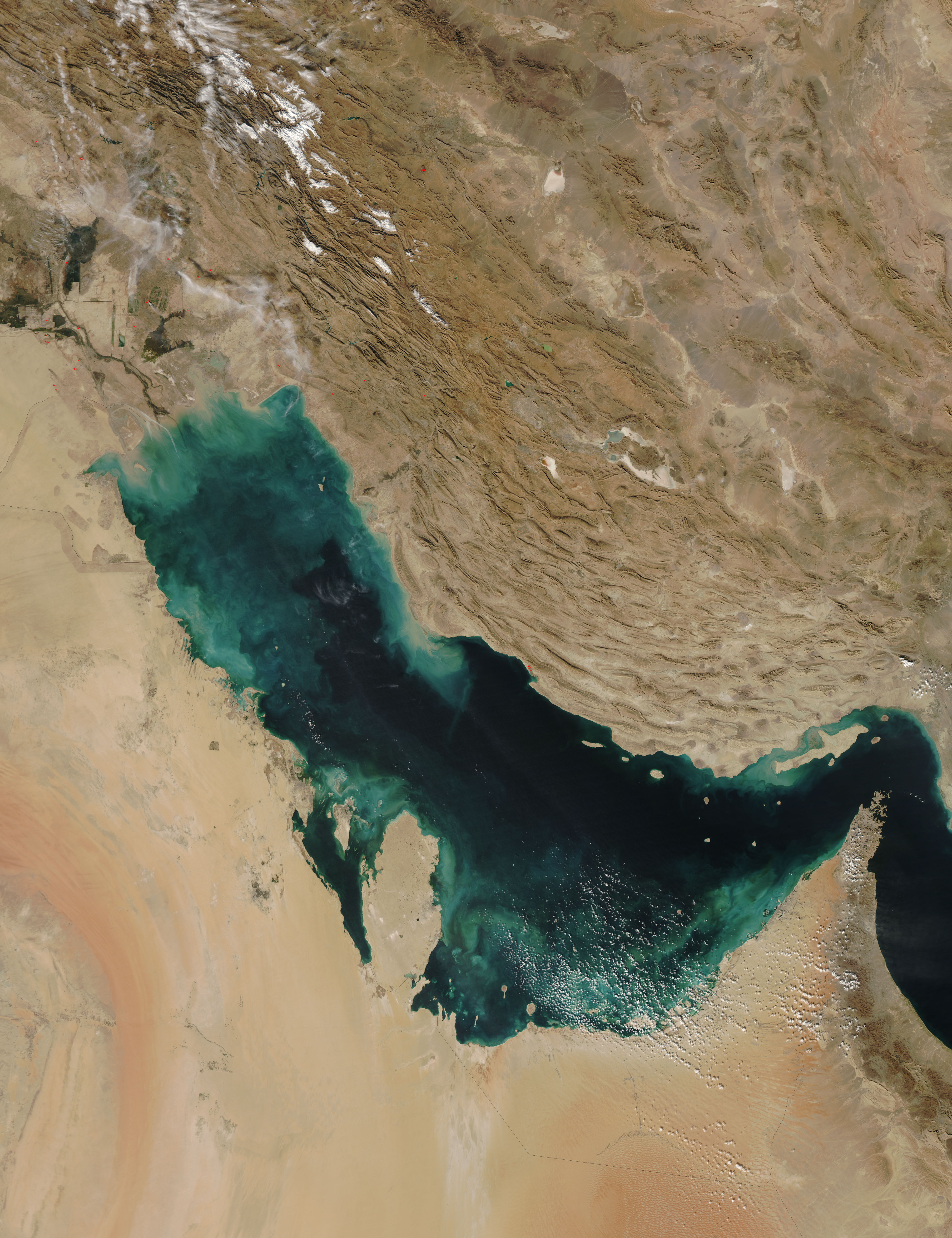
Le nord-ouest du Golfe persique, où vit une sous-population de Carcharhinus leiodon, est un environnement d'eau peu profonde et à faible salinité.

Carcharhinus leiodon n'a été enregistrée qu'à deux endroits, dans l'est du Yémen et au large du Koweït, éloignés de 3 000 km. Ces deux endroits sont très différents : le Golfe d'Aden, près du Yémen, présente une profondeur de 2,5 km avec un plateau continental étroit et aucun apport fluvial permanent, tandis que le Golfe Persique, près du Koweït, à une profondeur qui n'excède pas 40 m et reçoit de l'eau douce abondante en provenance du Tigre, de l'Euphrate et du Karun. Les spécimens ont été observés sur le marché au poisson du Koweït ; étant donné les pratiques des pêcheurs koweïtiens, ce requin vit certainement dans les eaux côtières peu profondes. Pourtant, ces eaux englobent une gamme d'habitats allant des estuaires aux récifs coralliens, et l'habitat préféré du Carcharhinus leiodon demeure largement inconnu.

## Biologie et écologie
Compte tenu de sa ressemblance avec le Requin à pointes noires, Carcharhinus leiodon peut occuper une niche écologique similaire en eau peu profonde au sein de son aire de répartition. On sait qu'il se nourrit par exemple d'Ariidae, et son régime alimentaire comprend probablement aussi d'autres petits poissons osseux. Cette espèce est probablement vivipare comme toutes les autres espèces de requin du genre Carcharhinus, l'embryon se développant grâce à une connexion placentaire à la mère, et naissant formé. À en juger par les spécimens disponibles, les mâles atteignent la maturité sexuelle à une taille comprise entre 0,9 et 1,2 m de long.

## Relations avec l'Homme
Avant la découverte de spécimens supplémentaires au Koweït, l'Union internationale pour la conservation de la nature (UICN) a évalué Carcharhinus leiodon comme vulnérable du fait de son aire de répartition réduite, du moins de ce qu'on en connaît aujourd'hui. En dépit de la découverte d'une deuxième sous-population au Koweït, cette espèce n'a pas vu son statut de sauvegarde évoluée, car les eaux de le péninsule arabique font l'objet d'une forte pression de pêche et de dégradation de l'habitat. Carcharhinus leiodon est une prise accessoire des filets maillants et autres pêcheries au large du Koweït, alors que les pêcheries de requins yéménites et somaliennes intensives opèrent dans le golfe d'Aden. L'état de la sous-population du Yémen est incertaine car aucun autre spécimen n'a été enregistré depuis le spécimen type il y a plus d'un siècle.

## Référence
- Garrick : Additions to a revision of the shark genus Carcharhinus: synonymy of Aprionodon and Hypoprion, and description of a new species of Carcharhinus (Carcharhinidae). National Oceanic and Atmospheric Administration Technical Report National Marine Fisheries Service 34, p. 1-26.